# Línea 549 (Lomas de Zamora)
La línea 549 es una línea de colectivos, del conurbano sur del Gran Buenos Aires, en la provincia de Buenos Aires, Argentina. Une la Universidad Nacional de Lomas de Zamora (UNLZ), ubicada en el partido homónimo, con la estación ferroviaria de Temperley, prestando servicio dentro del partido de Lomas de Zamora.

Es operada por la empresa Autobuses Santa Fe y cubre un recorrido urbano que conecta centros educativos, comerciales y estaciones ferroviarias, con frecuencias moderadas y paradas intermedias en distintos barrios residenciales.

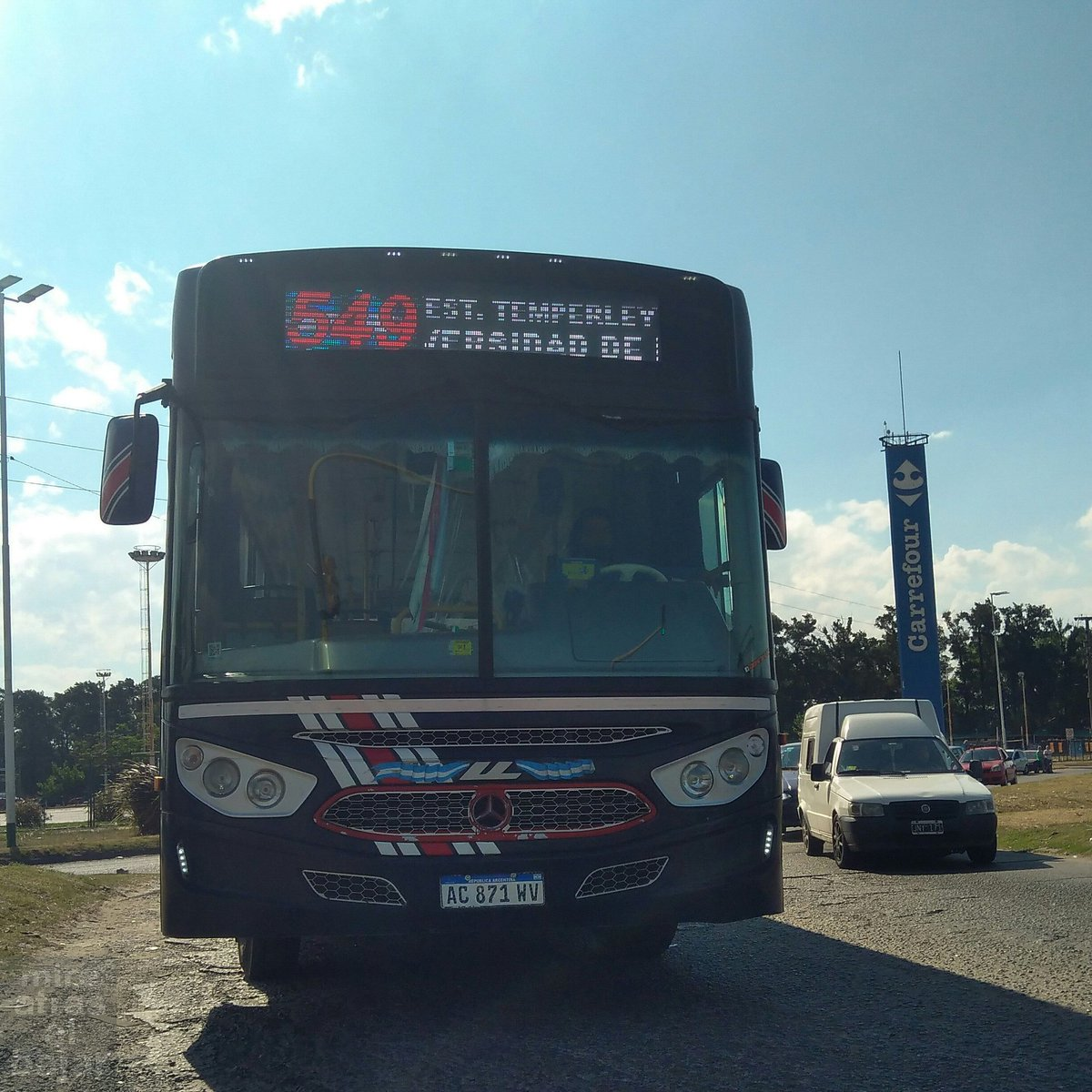
Unidad de la línea.

Desde finales de la década de 2010, el nombre de la empresa que opera y administra esta línea es Micro Ómnibus Temperley S.R.L.

## Historia
En 1928 José Arrojo funda la línea 549, que salía de la Estación Temperley y llegaba hasta la Compañía Química. Su prestatario era Expreso Lomas S.A. que se mostraba como Expreso Turdera S.A. Esta empresa estuvo a cargo de la línea hasta la década del 60, 20 años después en los 80, las empresas en el municipio del sur del Conurbano dejaron de renovar licitación. 
En esa década, Hugo de Tezanos se presentó para licitar la línea y creó la empresa Micro Ómnibus Temperley S.R.L, su empresa se encargó del manejo de la línea hasta 2017, momento en el que quebró y traspasó la administración de la línea a Yitos S.A.

## Recorrido
La línea 549 une Temperley con el Cruce de Lomas por medio de las siguientes calles:
- Juan Péreuilh

- Nicolás Avellaneda
- Av. Hipólito Yrigoyen
- Santiago de Liniers
- Juan B. Vago
- José Garibaldi
- Madrid
- Av. Juan XXIII
- Colectora de Ruta Provincial 4

## Lugares de interés
- Estación Temperley

- COTO de Temperley

- Arroyo del Rey

- Estación Juan XXIII

- Universidad Nacional de Lomas de Zamora